# Cutler Bay
Cutler Bay, historicamente conhecida como Cutler Ridge, é uma vila localizada no estado americano da Flórida, no condado de Miami-Dade. Foi incorporada em 2005.

## Geografia
De acordo com o United States Census Bureau, a vila tem uma área de 26,5 km², onde 25,5 km² estão cobertos por terra e 1 km² por água.

### Localidades na vizinhança
O diagrama seguinte representa as localidades num raio de 8 km ao redor de Cutler Ridge.

## Demografia
Segundo o censo nacional de 2010, a sua população é de 40 286 habitantes e sua densidade populacional é de 1 582,35 hab/km². Possui 14 620 residências, que resulta em uma densidade de 574,24 residências/km².